# Fernando Valerio
El general Fernando Valerio Gil nació en 1806 en Sabana Iglesia, entonces un paraje del partido de San José de las Matas en la parroquia de Santiago de los Caballeros. Descrito como blanco y de ojos azules, Valerio nació en una familia de ascendencia española. Sus padres fueron Narciso Valerio y Elena Gil Tineo. Valerio contrajo matrimonio con Petronila Suriel Fernández (1801–1908), su prima segunda, con quien engendró 7 hijos. Dejó también descendencia con otras dos mujeres, con María Ignacia Gómez tuvo otros dos hijos y con Eduviges Peña tuvo cuatro hijos.
Durante el régimen haitiano perteneció a la infantería cívica donde alcanzó el grado de capitán. Tras haber sido declarada la independencia dominicana, el presidente haitiano Charles Hérard avanza con sus tropas para reconquistar el territorio rebelde, pero Valerio, al frente de un contingente lo enfrenta. Este suceso conocido como la "Carga de los Andulleros" sería crucial para la victoria dominicana en la batalla del 30 de marzo en Santiago. Al finalizar la guerra de Independencia dominicana en 1856, Valerio fue promovido al rango de General de División.
Falleció el 2 de noviembre de 1863.